# Costa Pacifica (schip, 2009)
De Costa Pacifica is een schip van de cruise-rederij Costa Crociere. Het is het derde schip in de Concordia-klasse voor Costa. De Pacifica is op veel punten gelijk aan de andere Concordia schepen, de Costa Serena en de Costa Concordia. Het schip is op 5 juni 2009 samen met de Costa Luminosa gedoopt. Het schip vaart het hele jaar door op de Middellandse Zee.

## Faciliteiten
De Costa Pacifica beschikt over vele faciliteiten, waaronder:
- 5 restaurants
- 4 zwembaden
- 5 jacuzzi´s
- 1 disco
- 1 casino
- 1 winkelcentrum
- 1 bibliotheek
- 1 simulator van een raceauto
- 1 theater